# جوان كوزاك
جوان كوزاك (بالإنجليزية: Joan Cusack)‏ مواليد 11 أكتوبر 1962 في نيويورك، نيويورك، الولايات المتحدة، هي ممثلة أمريكية بدأت مسيرتها الفنية عام 1979. درست في جامعة ويسكونسن-ماديسون.

## الأعمال

### أفلام
- حكاية لعبة 2
- أميرة الثلج
- الدجاج الصغير
- طفل من المريخ
- حكاية لعبة 3

## وصلات خارجية
- جوان كوزاك على موقع IMDb (الإنجليزية)
- جوان كوزاك على موقع روتن توميتوز (الإنجليزية)
- جوان كوزاك على موقع مونزينجر (الألمانية)
- جوان كوزاك على موقع ألو سيني (الفرنسية)
- جوان كوزاك على موقع ميوزك برينز (الإنجليزية)
- جوان كوزاك على موقع تيرنر كلاسيك موفيز (الإنجليزية)
- جوان كوزاك على موقع أول موفي (الإنجليزية)
- جوان كوزاك على موقع قاعدة بيانات برودواي على الإنترنت (الإنجليزية)
- جوان كوزاك على موقع قاعدة بيانات الأفلام السويدية (السويدية)
- جوان كوزاك على موقع إن إن دي بي (الإنجليزية)
- جوان كوزاك في قاعدة بيانات أقل من برودواي على الإنترنت
- Sac Ticket: Joan Cusack نسخة محفوظة 29 يوليو 2006 على موقع واي باك مشين.

```
on 
تويتر
```